# Liste der Auslandsvertretungen Libyens

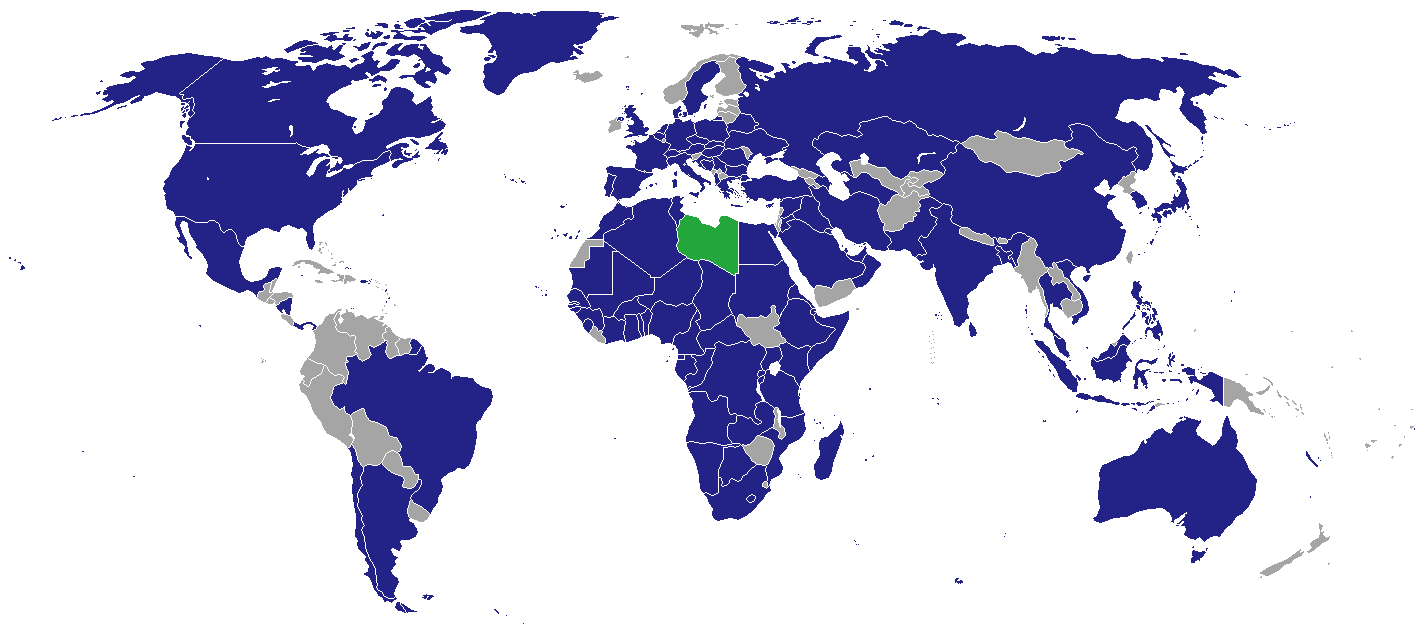
Standorte der diplomatischen Vertretungen Libyens

Dies ist eine Liste der diplomatischen und konsularischen Vertretungen Libyens.

## Diplomatische und konsularische Vertretungen

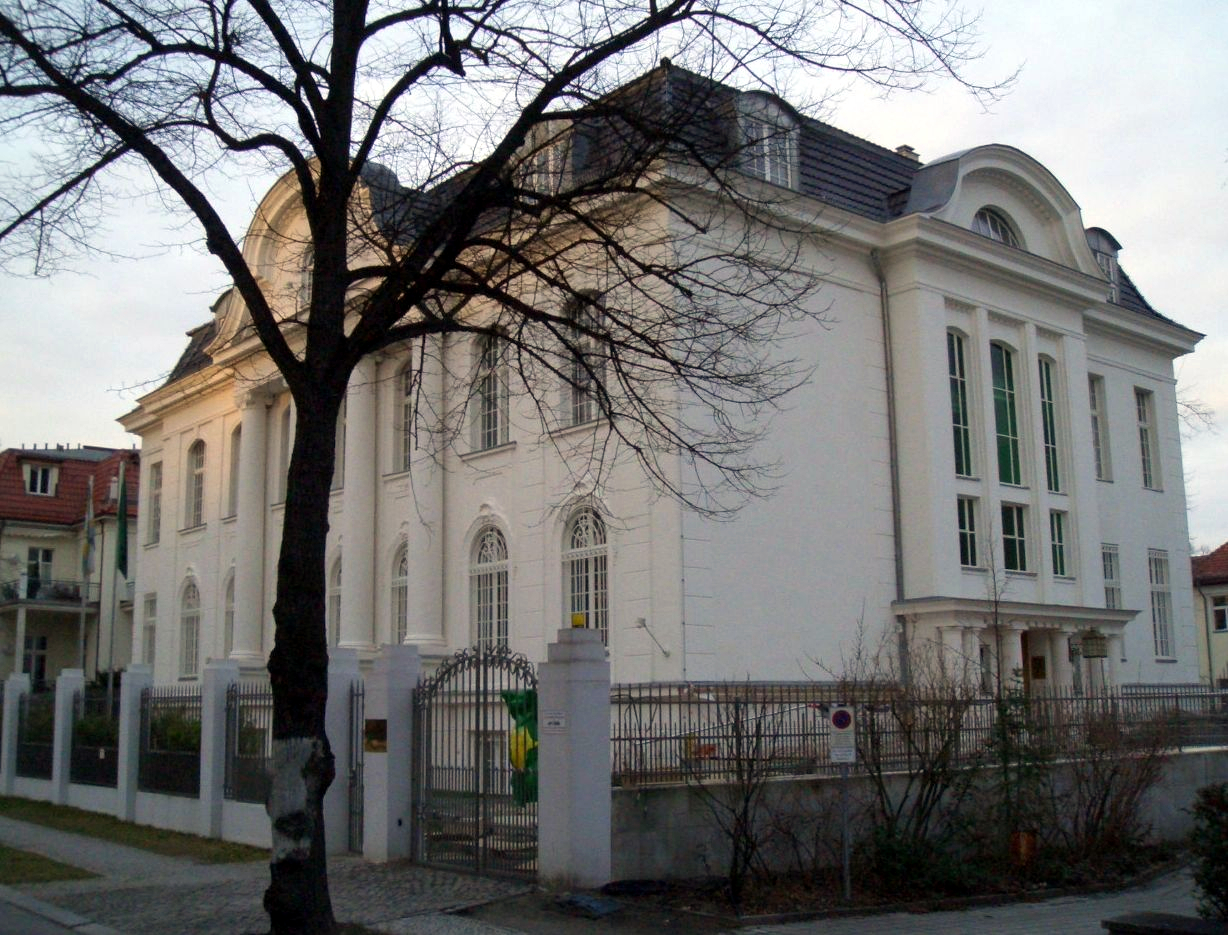
Libysche Botschaft in Berlin

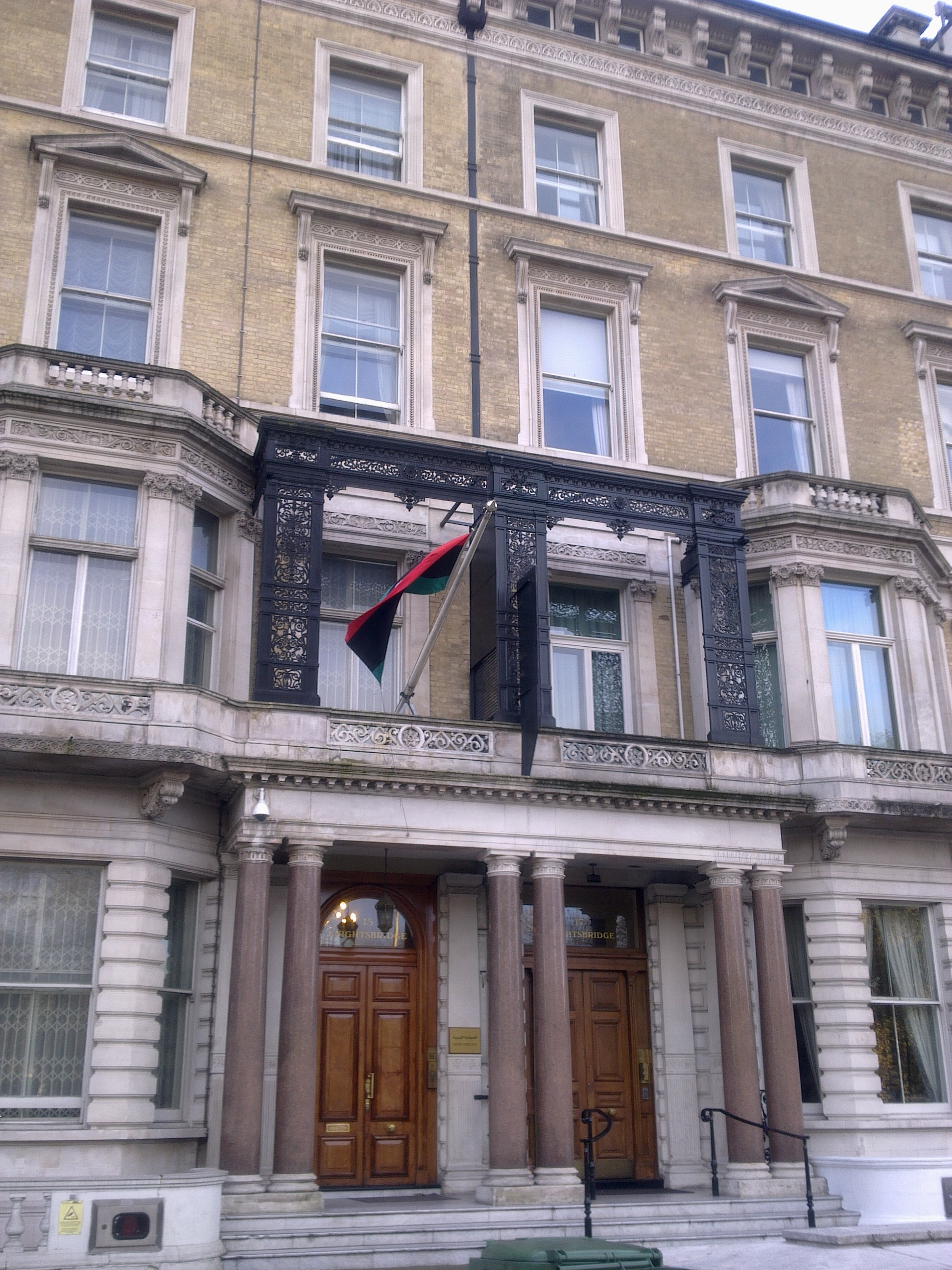
Libysche Botschaft in London

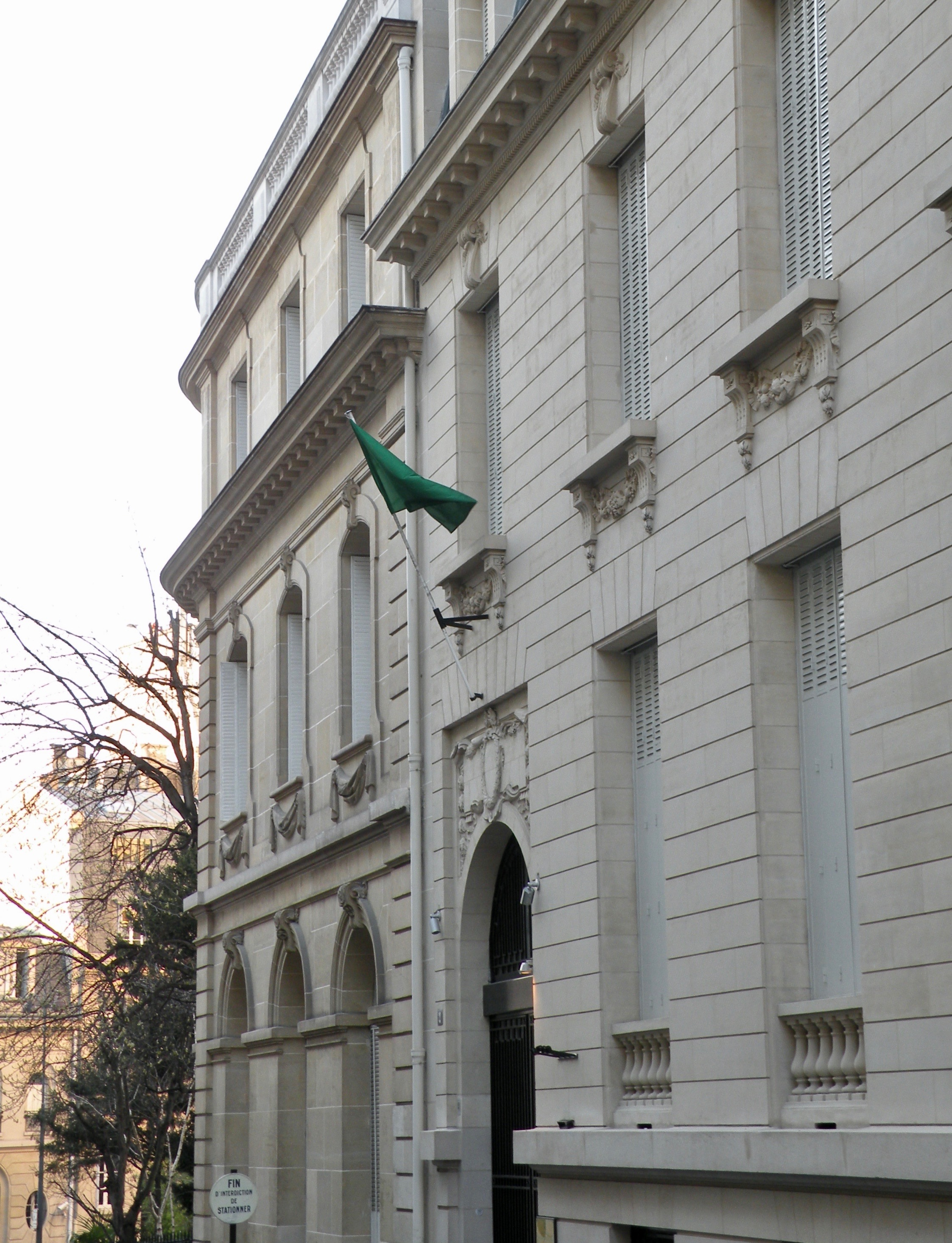
Libysche Botschaft in Paris

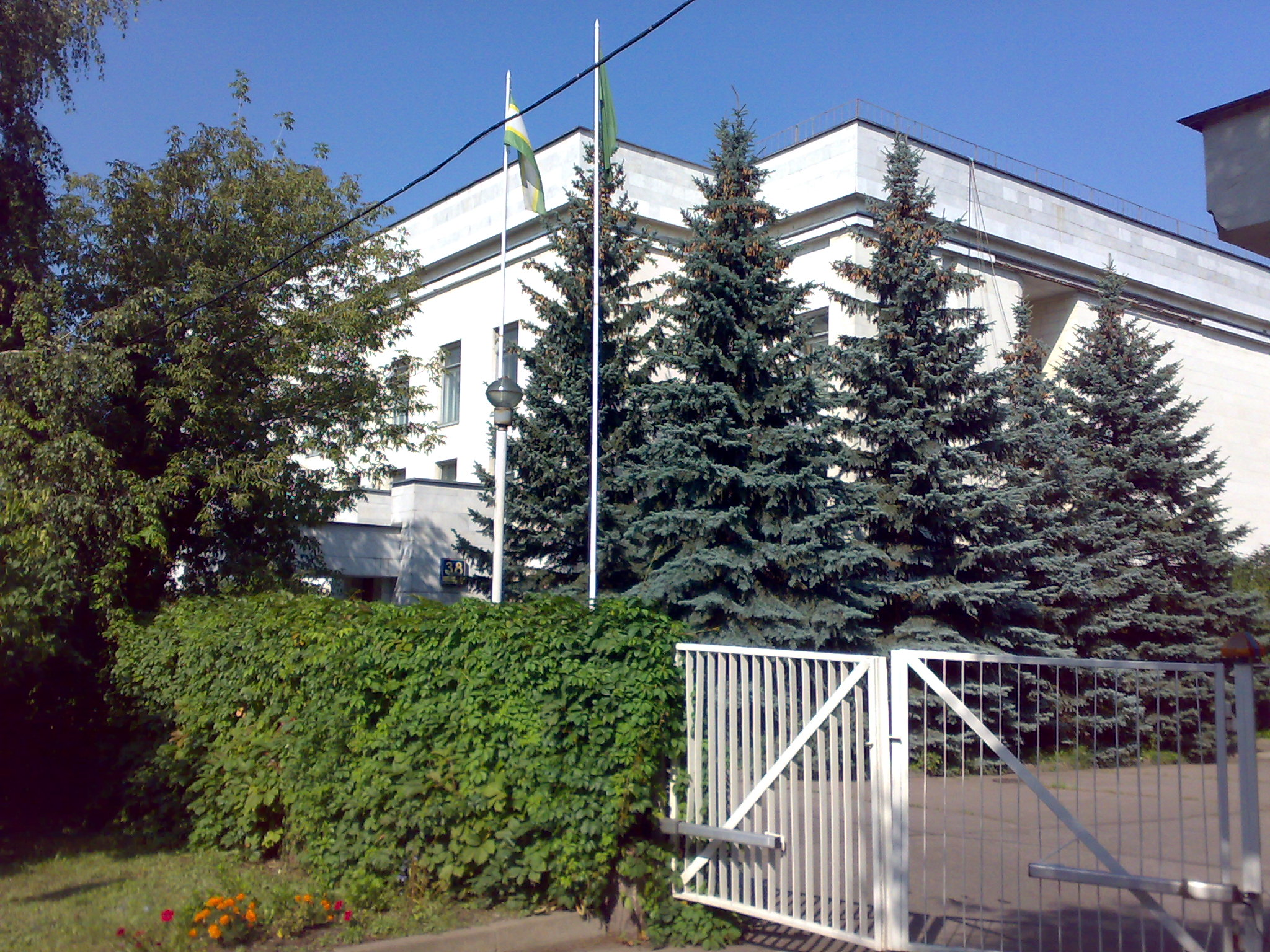
Libysche Botschaft in Moskau

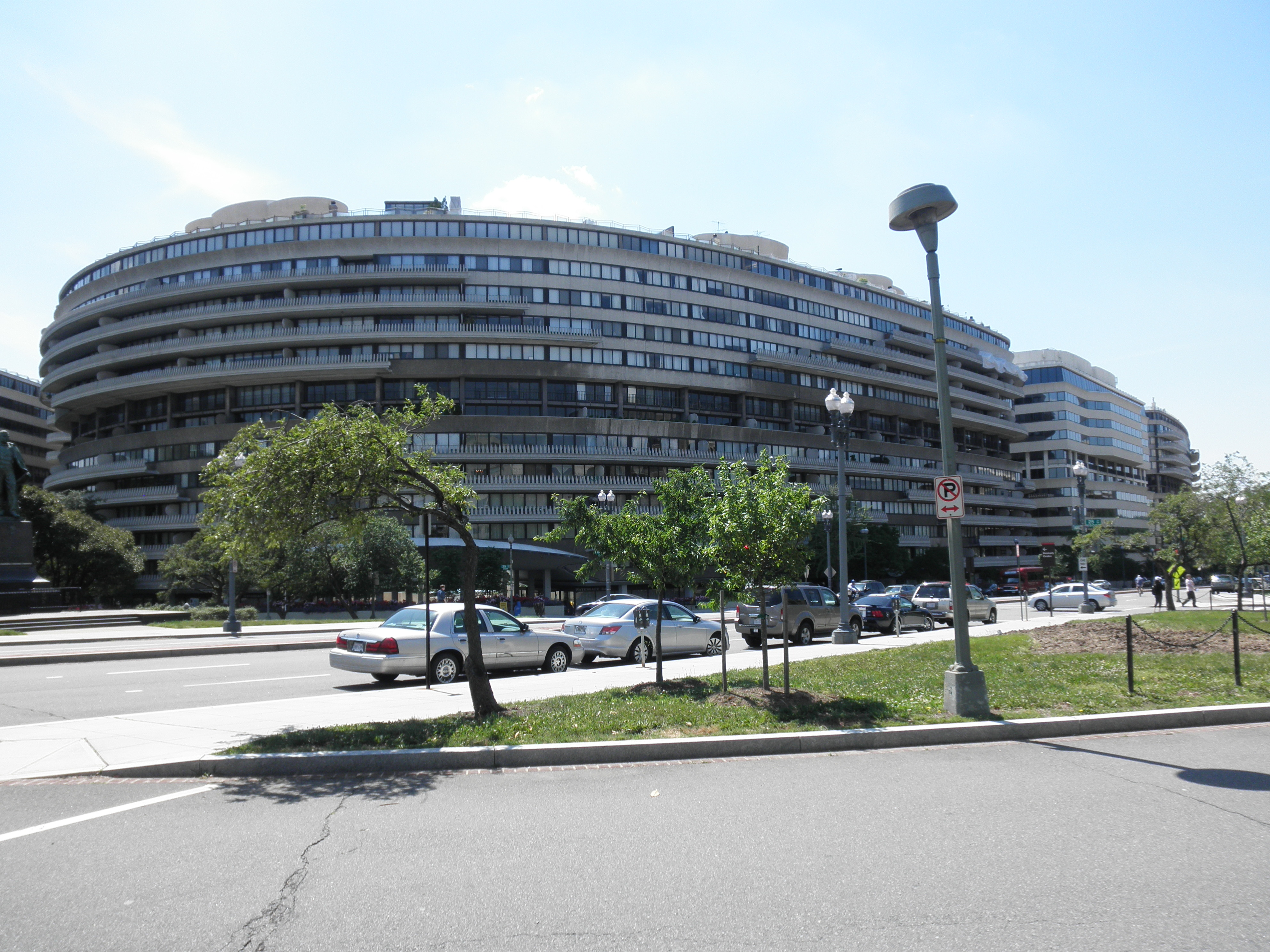
Libysche Botschaft in Washington, D.C. im Watergate-Gebäudekomplex

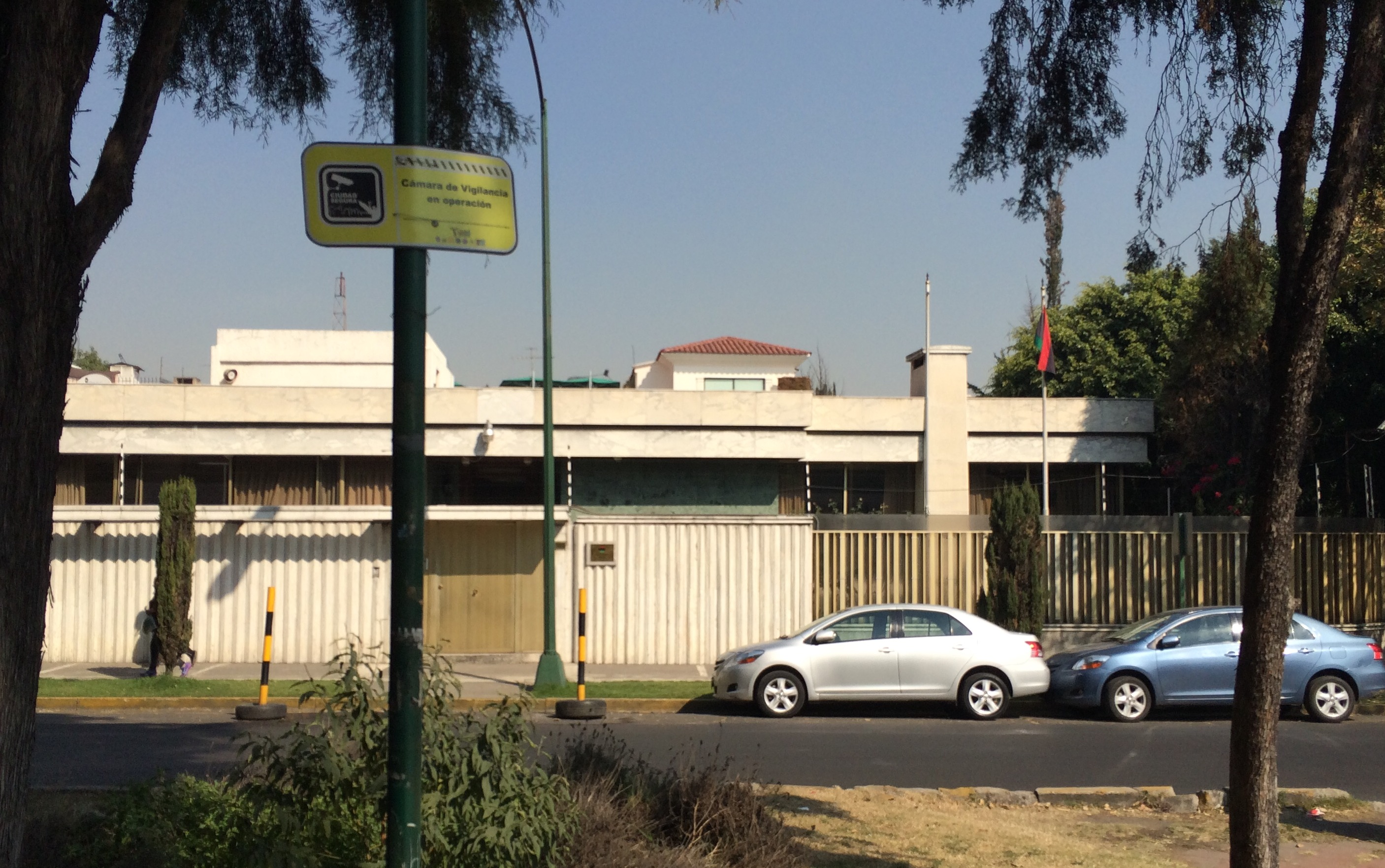
Libysche Botschaft in Mexiko-Stadt

### Afrika
| - Ägypten: Kairo, Botschaft - Ägypten: Alexandria, Generalkonsulat - Algerien: Algier, Botschaft - Angola: Luanda, Botschaft - Äthiopien: Addis Abeba, Botschaft - Burkina Faso: Ouagadougou, Botschaft - Burundi: Bujumbura, Botschaft - Demokratische Republik Kongo: Kinshasa, Botschaft - Elfenbeinküste: Abidjan, Botschaft - Gabun: Libreville, Botschaft - Gambia: Banjul, Botschaft - Ghana: Accra, Botschaft - Guinea-Bissau: Bissau, Botschaft - Kamerun: Jaunde, Botschaft - Kap Verde: Praia, Botschaft - Kenia: Nairobi, Botschaft - Komoren: Moroni, Botschaft - Kongo: Brazzaville, Botschaft - Lesotho: Maseru, Botschaft - Madagaskar: Antananarivo, Botschaft - Mali: Bamako, Botschaft | - Mauretanien: Nouakchott, Botschaft - Marokko: Rabat, Botschaft - Marokko: Casablanca, Generalkonsulat - Mosambik: Maputo, Botschaft - Namibia: Windhoek, Botschaft - Niger: Niamey, Botschaft - Nigeria: Abuja, Botschaft - Ruanda: Kigali, Botschaft - Sambia: Lusaka, Botschaft - Senegal: Dakar, Botschaft - Seychellen: Victoria, Botschaft - Sierra Leone: Freetown, Botschaft - Simbabwe: Harare, Botschaft - Südafrika: Pretoria, Botschaft - Sudan: Khartum, Botschaft - Tansania: Daressalam, Botschaft - Togo: Lomé, Botschaft - Tschad: N’Djamena, Botschaft - Tunesien: Tunis, Botschaft - Uganda: Kampala, Botschaft - Zentralafrikanische Republik: Bangui, Botschaft |

### Asien
| - Aserbaidschan: Baku, Botschaft - Bahrain: Manama, Botschaft - Bangladesch: Dhaka, Botschaft - Volksrepublik China: Peking, Botschaft - Indien: Neu-Delhi, Botschaft - Indonesien: Jakarta, Botschaft - Iran: Teheran, Botschaft - Japan: Tokio, Botschaft - Jemen: Sanaa, Botschaft - Jordanien: Amman, Botschaft - Kasachstan: Astana, Botschaft - Katar: Doha, Botschaft - Kuwait: Kuwait, Botschaft - Libanon: Beirut, Botschaft | - Malaysia: Kuala Lumpur, Botschaft - Oman: Maskat, Botschaft - Pakistan: Islamabad, Botschaft - Pakistan: Karatschi, Generalkonsulat - Philippinen: Manila, Botschaft - Saudi-Arabien: Riad, Botschaft - Saudi-Arabien: Dschidda, Generalkonsulat - Sri Lanka: Colombo, Botschaft - Südkorea: Seoul, Botschaft - Syrien: Damaskus, Botschaft - Thailand: Bangkok, Botschaft - Turkmenistan: Aşgabat, Botschaft - Vereinigte Arabische Emirate: Abu Dhabi, Botschaft - Vietnam: Hanoi, Botschaft |

### Australien und Ozeanien
- Australien: Canberra, Botschaft

### Europa
| - Albanien: Tirana, Botschaft - Belgien: Brüssel, Botschaft - Bosnien und Herzegowina: Sarajevo, Botschaft - Bulgarien: Sofia, Botschaft - Dänemark: Kopenhagen, Generalkonsulat - Deutschland: Berlin, Botschaft - Bonn, Außenstelle der Botschaft (Gesundheitsbüro) - Frankreich: Paris, Botschaft - Frankreich: Marseille, Generalkonsulat - Griechenland: Athen, Botschaft - Italien: Rom, Botschaft - Italien: Mailand, Generalkonsulat - Italien: Palermo, Generalkonsulat - Kroatien: Zagreb, Botschaft - Malta: Valletta, Botschaft - Niederlande: Den Haag, Botschaft - Österreich: Wien, Botschaft - Polen: Warschau, Botschaft | - Portugal: Lissabon, Botschaft - Rumänien: Bukarest, Botschaft - Russland: Moskau, Botschaft - Schweden: Stockholm, Botschaft - Schweiz: Bern, Botschaft - Serbien: Belgrad, Botschaft - Slowakei: Bratislava, Botschaft - Spanien: Madrid, Botschaft - Tschechien: Prag, Botschaft - Türkei: Ankara, Botschaft - Türkei: Istanbul, Generalkonsulat - Ukraine: Kiew, Botschaft - Ungarn: Budapest, Botschaft - Vereinigtes Königreich: London, Botschaft - Belarus: Minsk, Botschaft - Zypern: Nikosia, Botschaft |

### Nordamerika
| - Kanada: Ottawa, Botschaft - Kuba: Havanna, Botschaft - Mexiko: Mexiko-Stadt, Botschaft | - Nicaragua: Managua, Botschaft - Panama: Panama-Stadt, Botschaft - Vereinigte Staaten: Washington, D.C., Botschaft |

### Südamerika
- Argentinien: Buenos Aires, Botschaft
- Brasilien: Brasília, Botschaft
- Venezuela: Caracas, Botschaft

## Vertretungen bei internationalen Organisationen
- AU: Addis Ababa, Ständige Vertretung
- Europäische Union: Brüssel, Ständige Vertretung
- Vereinte Nationen: New York, Ständige Vertretung
- Vereinte Nationen: Genf, Ständige Vertretung
- Vereinte Nationen: Nairobi, Ständige Vertretung
- Vereinte Nationen: Wien, Ständige Vertretung
- UNESCO: Paris, Ständige Vertretung
- FAO: Rom, Ständige Vertretung
- Heiliger Stuhl: Vatikanstadt, Botschaft
- Arabische Liga: Kairo, Ständige Vertretung